# 圣热内斯尚帕内勒
圣热内斯尚帕内勒（法語：Saint-Genès-Champanelle，法語發音：[sɛ̃ ʒənɛs ʃɑ̃panɛl]）是法国多姆山省的一个市镇，属于克莱蒙费朗区。

## 地理
圣热内斯尚帕内勒（45°43'13"N, 3°1'8"E）面积51.58 平方千米，位于法国奥弗涅-罗讷-阿尔卑斯大区多姆山省，该省份为法国中南部省份，北起阿列省接壤，东临卢瓦尔省，南至上盧瓦爾省和康塔爾省，西接科雷兹省和克勒兹省。
与圣热内斯尚帕内勒接壤的市镇（或旧市镇、城区）包括：奥尔西讷、艾达、塞拉、沙诺纳、内布扎、罗马尼亚、鲁瓦亚、圣萨蒂南。

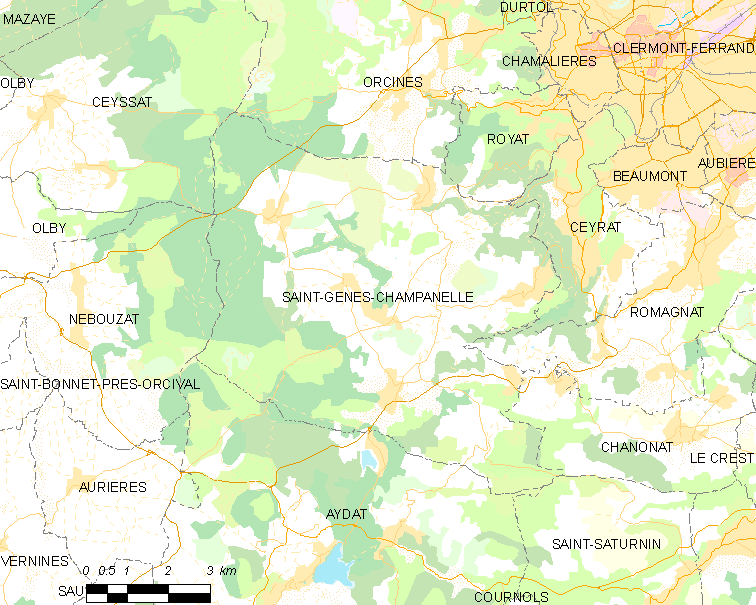
圣热内斯尚帕内勒的OSM定位图

圣热内斯尚帕内勒的时区为UTC+01:00、UTC+02:00（夏令时）。

## 行政
圣热内斯尚帕内勒的邮政编码为63122，INSEE市镇编码为63345。

## 政治
圣热内斯尚帕内勒所属的省级选区为博蒙县。

## 人口

1962-2008年间圣热内斯尚帕内勒人口变化图示

圣热内斯尚帕内勒于2022年1月1日时的人口数量为3974人。